# Digama malgassica
Digama malgassica är en fjärilsart som beskrevs av De Toulgoët 1954. Digama malgassica ingår i släktet Digama och familjen björnspinnare. Inga underarter finns listade i Catalogue of Life.